# Inversion (berg- och dalbana)

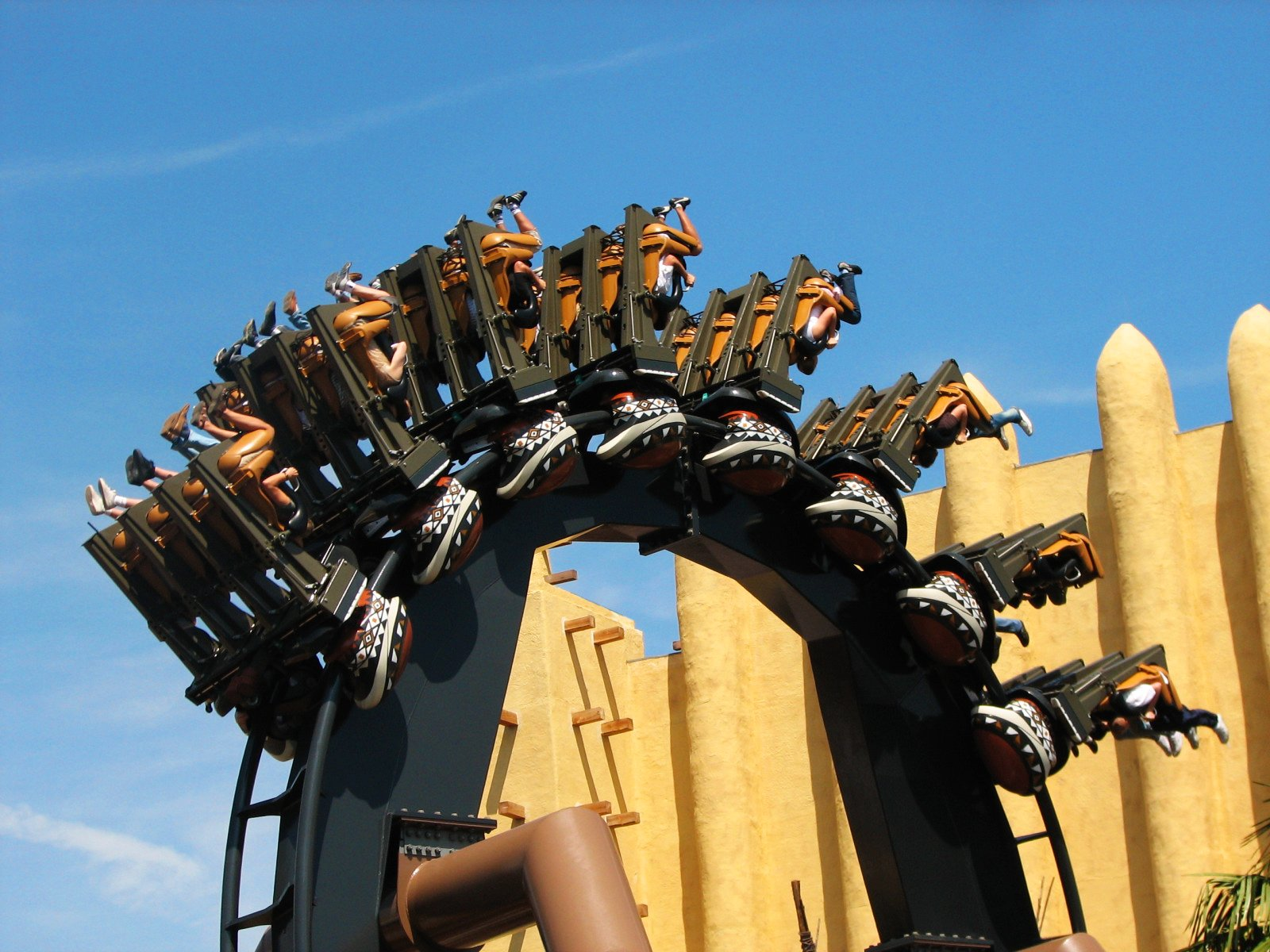
En inversion på banan Black Mamba i Phantasialand i Tyskland

Inversion är ett banelement på en berg- och dalbana som får passagerarna att hamna upp och ner. En inversion kan exempelvis vara en loop eller en kraftigt graderad sväng.